# Colunga (kommun)
Colunga är en kommun i Spanien. Den ligger i den autonoma regionen Asturien i norra delen av landet, 400 km norr om huvudstaden Madrid. Antalet invånare är 3 148 (2024).